# Bahnstrecke Meinerzhagen–Krummenerl
| Streckennummer (DB): | 2815                                                                    |                                                           |                                                           |
| Kursbuchstrecke (DB): | ex 240d                                                                 |                                                           |                                                           |
| Kursbuchstrecke: | 240g (Meinerzhagen – Krummenerl 1946) 239c (Eichhagen – Gerlingen 1946) |                                                           |                                                           |
| Spurweite: | 1435 mm (Normalspur)                                                    |                                                           |                                                           |
| Streckengeschwindigkeit: | 40 km/h                                                                 |                                                           |                                                           |
| |                                                                         |                                                           |                                                           |
| \| \| \| von Hagen \| \| \| \| −0,117 \| Meinerzhagen \| 407 m \| \| \| \| nach Gummersbach-Dieringhausen \| \| \| \| \| Schwarzenbergtunnel (400 m) \| \| \| \| \| Viadukt Meinerzhagen \| \| \| \| \| Fischbauchbrücke (Volme) \| \| \| \| \| Straßenbrücke ehem. B 54 \| \| \| \| \| neue Südumgehung/L306 (47 m) \| \| \| \| 4,000 \| Scherl (ehem. PV) \| 462 m \| \| \| \| A 45 \| \| \| \| \| \| \| \| \| \| Vorschlag 2022: nach Valbert Ort –Listerscheid–Finnentrop \| \| \| \| \| \| \| \| \| 7,900 \| Valbert (Westf) \| Valbert (Westf) \| \| \| \| Feldbergsiepen \| \| \| \| 12,490 \| Krummenerl (ehem. PV) \| 355 m \| \| \| \| Krummenau \| \| \| \| \| Basalt-Steinbruch (Bahnhofsgleis) \| \| \| \| \| Grundstücke erworben, nicht gebaut \| \| \| \| \| Hunswinkel \| \| \| \| \| Dumicke \| \| \| \| \| bis 1964 von Finnentrop \| \| \| \| ≈19,50 \| Eichhagen (im Biggesee) \| Eichhagen (im Biggesee) \| \| \| \| seit 1964 von Finnentrop \| \| \| \| \| von Siegburg \| \| \| \| \| Olpe \| \| \| \| \| siehe Finnentrop–Freudenberg \| \| \| \| \| Gerlingen \| \| \| \| \| nach Freudenberg–Betzdorf \| \| \| \| \| weiter geplant Richtung Kreuztal \| \| \| \| \| \| \| \| Quellen: [1][2][3][4] \| \| \| \| |                                                                         |                                                           |                                                           |
| |                                                                         | von Hagen                                                 |                                                           |
| Bahnhof | −0,117                                                                  | Meinerzhagen                                              | 407 m                                                     |
| Abzweig geradeaus und nach rechts |                                                                         | nach Gummersbach-Dieringhausen                            |                                                           |
| Tunnel |                                                                         | Schwarzenbergtunnel (400 m)                               | Schwarzenbergtunnel (400 m)                               |
| Brücke |                                                                         | Viadukt Meinerzhagen                                      | Viadukt Meinerzhagen                                      |
| Brücke über Wasserlauf |                                                                         | Fischbauchbrücke (Volme)                                  | Fischbauchbrücke (Volme)                                  |
| Strecke mit Straßenbrücke |                                                                         | Straßenbrücke ehem. B 54                                  | Straßenbrücke ehem. B 54                                  |
| Tunnel |                                                                         | neue Südumgehung/L306 (47 m)                              | neue Südumgehung/L306 (47 m)                              |
| Dienststation / Betriebs- oder Güterbahnhof | 4,000                                                                   | Scherl (ehem. PV)                                         | 462 m                                                     |
| Strecke mit Straßenbrücke |                                                                         | A 45                                                      | A 45                                                      |
| |                                                                         |                                                           |                                                           |
| Abzweig geradeaus und ehemals nach links |                                                                         | Vorschlag 2022: nach Valbert Ort –Listerscheid–Finnentrop | Vorschlag 2022: nach Valbert Ort –Listerscheid–Finnentrop |
| |                                                                         |                                                           |                                                           |
| ehemaliger Bahnhof | 7,900                                                                   | Valbert (Westf)                                           | Valbert (Westf)                                           |
| Brücke über Wasserlauf |                                                                         | Feldbergsiepen                                            | Feldbergsiepen                                            |
| Dienststation / Betriebs- oder Güterbahnhof | 12,490                                                                  | Krummenerl (ehem. PV)                                     | 355 m                                                     |
| Brücke über Wasserlauf |                                                                         | Krummenau                                                 | Krummenau                                                 |
| Betriebsstelle Streckenende |                                                                         | Basalt-Steinbruch (Bahnhofsgleis)                         | Basalt-Steinbruch (Bahnhofsgleis)                         |
| |                                                                         | Grundstücke erworben, nicht gebaut                        |                                                           |
| |                                                                         | Hunswinkel                                                |                                                           |
| |                                                                         | Dumicke                                                   |                                                           |
| |                                                                         | bis 1964 von Finnentrop                                   |                                                           |
| Bahnhof (Strecke außer Betrieb) | ≈19,50                                                                  | Eichhagen (im Biggesee)                                   | Eichhagen (im Biggesee)                                   |
| Abzweig ehemals geradeaus und von rechts |                                                                         | seit 1964 von Finnentrop                                  | seit 1964 von Finnentrop                                  |
| Abzweig geradeaus und ehemals von rechts |                                                                         | von Siegburg                                              | von Siegburg                                              |
| ehemaliger Bahnhof, jetzt Haltepunkt Streckenende |                                                                         | Olpe                                                      | Olpe                                                      |
| |                                                                         | siehe Finnentrop–Freudenberg                              |                                                           |
| Bahnhof (Strecke außer Betrieb) |                                                                         | Gerlingen                                                 | Gerlingen                                                 |
| |                                                                         | nach Freudenberg–Betzdorf                                 |                                                           |
| |                                                                         | weiter geplant Richtung Kreuztal                          |                                                           |
| |                                                                         |                                                           |                                                           |
| Quellen: |                                                                         |                                                           |                                                           |

Die Bahnstrecke Meinerzhagen–Krummenerl ist eine eingleisige Nebenbahn durch das Tal der Lister in Nordrhein-Westfalen. Seit 1955 wird die Strecke nur noch im Güterverkehr und für gelegentliche Sonderfahrten genutzt.
Die seinerzeitige Planung sah vor, die Bahnstrecke über Olpe weiter nach Kreuztal zu bauen. Dieses Projekt wurde aber nicht mehr realisiert.

## Geschichte

Der Bahnhof Krummenerl bei seiner Eröffnung am 21. Juni 1927. Der Eröffnungszug wurde aus sieben Schnellzugwagen gebildet.

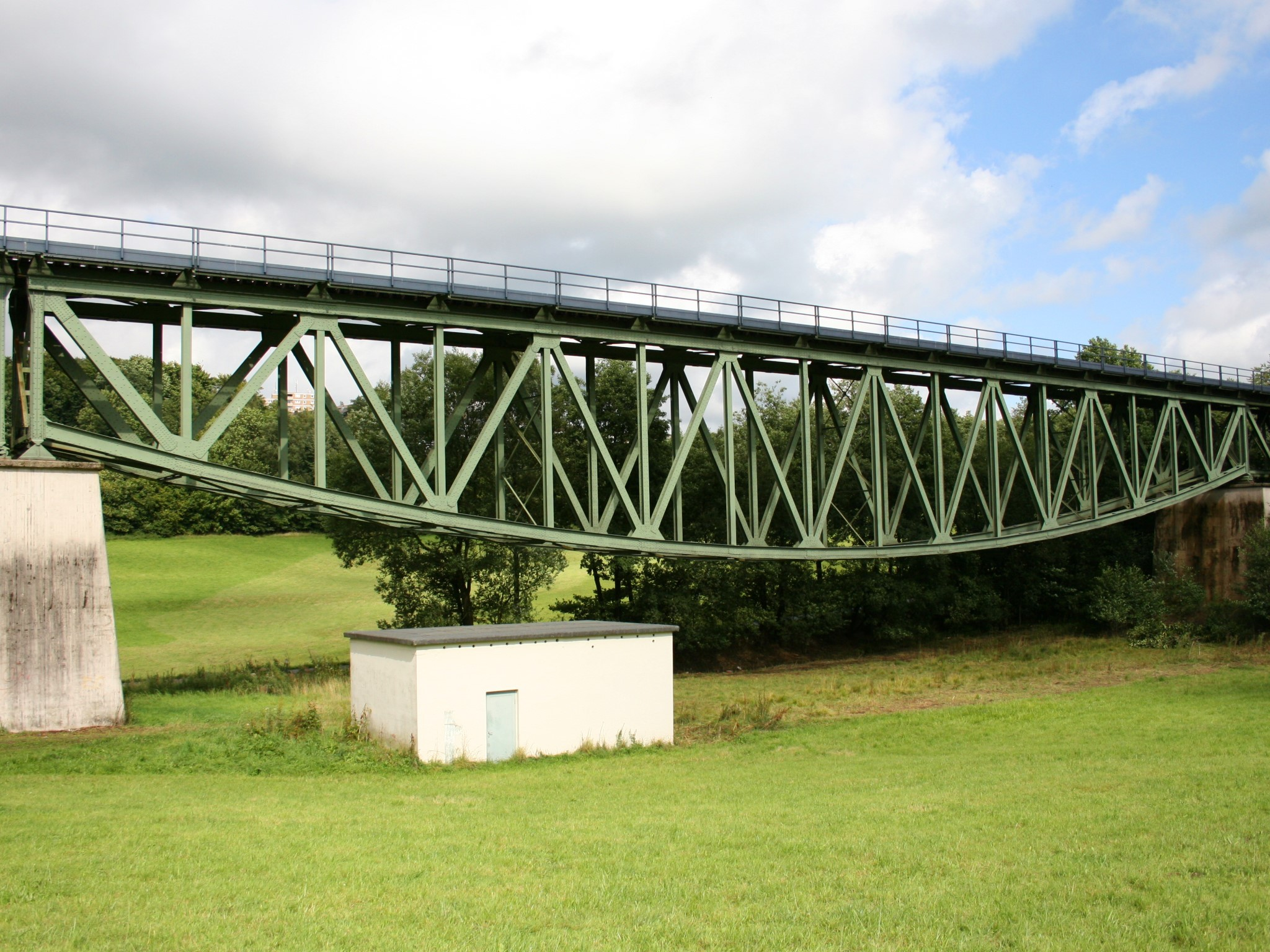
Die Fischbauchbrücke in Meinerzhagen

Die Bahnstrecke von Meinerzhagen ins Listertal wurde zwischen den Jahren 1912 und 1927 (mit Unterbrechung während des Ersten Weltkrieges) gebaut und am 21. Juni 1927 eröffnet. Ursprünglich sollte sie weiter über Olpe nach Kreuztal führen. Der Grunderwerb für den Bau der fehlenden sieben Kilometer war bereits abgeschlossen. Dieses Verkehrsprojekt wurde aber aufgrund zweier Weltkriege und aus Geldmangel aufgegeben und blieb unvollendet. Deshalb heißt diese Strecke im Volksmund auch Die Unvollendete.
Den damaligen Plänen zufolge hätte Hunswinkel einen Bahnhof und Dumicke einen Haltepunkt bekommen, um bei Eichhagen auf die bestehende Bahnstrecke Finnentrop–Freudenberg zu treffen.
Personenverkehr wurde nur bis zum 28. Mai 1955 betrieben. Es existierten die Bahnhöfe Meinerzhagen, Scherl, Valbert und Krummenerl. Die Bahnhofsgebäude in Valbert und Krummenerl stehen noch heute, sie werden nun aber als Wohnhaus genutzt.
Die letzte Kursbuchstreckennummer war 240a. Frühere Kursbuchnummern waren 204f, 204c, 218b, 240g, 240 und 240d.
Die Gleise enden heute beim Steinbruch Listertal bei Krummenerl. Der Bahndamm wurde zwar ein Stück weiter Richtung Hunswinkel gebaut, hat jedoch keine Gleise. Heute ist die Bahntrasse zwischen Krummenerl und Hunswinkel noch ein Stück weit aufgrund der Geländeeinschnitte zu erkennen.
Im Jahre 2005 wurden zwischen Meinerzhagen und Krummenerl neue Gleise verlegt. Seit dem Hochwasser in West- und Mitteleuropa 2021 ist die Bahnstrecke gesperrt, sodass der Abtransport per LKW erfolgen muss.
Im Juli 2022 wurden die durch das Ministerium für Umwelt, Naturschutz und Verkehr des Landes Nordrhein-Westfalen ausgewählten Maßnahmen im Rahmen Richtlinie zur Förderung von Planungsleistungen zur Bildung eines Planungsvorrates (FöRi-Planungsvorrat) bekannt. Der Kreis Olpe erhält durch diese Finanzierung eine Machbarkeitsstudie zur Westanbindung. Darin enthalten ist, neben der Reaktivierungsalternative Gummersbach-Dieringhausen – Olpe (Bahnstrecke Siegburg–Olpe), auch die Bahnstrecke Meinerzhagen–Krummenerl mit einem Lückenschluss zur Bahnstrecke Finnentrop–Freudenberg. Beabsichtigt wird jedoch nicht eine Weiterführung auf der historischen Trasse, sondern eine Trassenführung Meinerzhagen – Valbert – Listerscheid bei Weiterführung der Zugverbindungen in Richtung Finnentrop, wobei eine genaue Trassierung noch zu prüfen ist.
Der Schwarzenbergtunnel ist sanierungsbedürftig, jedoch ist die Sanierung aus finanziellen Gründen vorerst aufgeschoben.
Im September 2024 wurde bekannt, dass die Deutsche Bahn die Bahnstrecke Meinerzhagen–Krummenerl stilllegen möchte. Die Sanierung des Schwarzenberg-Tunnels soll laut Deutsche Bahn 60 Millionen Euro kosten. Bis 2040 würden zudem mehr als 100 Millionen Euro für die Sanierung von sieben Brücken, darunter auch das Viadukt in Meinerzhagen und die denkmalgeschützte Fischbauchbrücke, notwendig sein. Dies lohne sich nicht für nur ein bis zwei Gleisschotterzüge pro Woche aus dem Steinbruch der Westdeutsche Grauwacke-Union GmbH, Tochterfirma der Basalt AG. Dies würde bedeuten, dass weiter 2000 schwere LKW pro Jahr durch den Kreis fahren müssten. Die Bahn informierte die Basalt AG nicht über ihre Absichten, daher investierte sie 2022 noch 100.000 Euro in ihre betriebseigene Rangierlok und weiteres Geld in die betriebseigene Verladestation. Die Deutsche Bahn müsste eine Stilllegung nach § 11 des Allgemeinen Eisenbahngesetzes beim Eisenbahn-Bundesamt beantragen und den Antrag auf Stilllegung im Bundesanzeiger bekannt machen. Stand November 2024 war noch kein Stilllegungsverfahren eingeleitet. Die Deutsche Bahn muss dabei der Aufsichtsbehörde darlegen, dass ihr der Betrieb der Strecke nicht zugemutet werden kann. Gleichzeitig muss sie nachweisen, dass ein Angebot Dritter für die Übernahme erfolglos geblieben ist.